# Российская оккупация Сумской области
Российская оккупация Сумской области в ходе российско-украинской войны продлилась с 24 февраля по 6 апреля 2022 года. За время оккупации были заняты Тростянец, Боромля, Кролевец, частично — Ахтырский район и Конотоп. Областной центр Сумы Вооружённые силы Российской Федерации пытались взять в окружение, однако контроль над городом так и не был получен. Во время оккупации область обстреливали из тяжёлой артиллерии, сбрасывали кассетные и вакуумные бомбы. Были повреждены многочисленные объекты гражданской и критической инфраструктуры. К 16 апреля было известно о 120 погибших. После вывода российских войск из Сумской области с территории России продолжились миномётные, артиллерийские и ракетные обстрелы региона, которые приводили к новым жертвам и разрушениям.
С февраля 2025 года на фоне боёв в соседней Курской области ВС РФ регулярно вторгались на территорию Сумской области в районе сёл Новенького и Журавки, пытаясь начать наступление.

## Захват
Сумская область расположена на северо-востоке Украины. Утром 24 февраля в регион вторглись российские войска и инициировали бои в Ахтырке, Конотопе, возле Сум и Глухова. Изначально российское командование не планировало захват и удержание Сумской области, эта территория была важна для обеспечения беспрепятственного транзита войск и техники при наступлении на Киев. В регионе были задействованы войска Западного военного округа: 4-я танковая, 2-я мотострелковая дивизии. За первые три дня войны российские войска вклинились на территорию области на глубину до 200 км, однако вскоре были остановлены Вооружёнными силами Украины (ВСУ).

### Тростянец

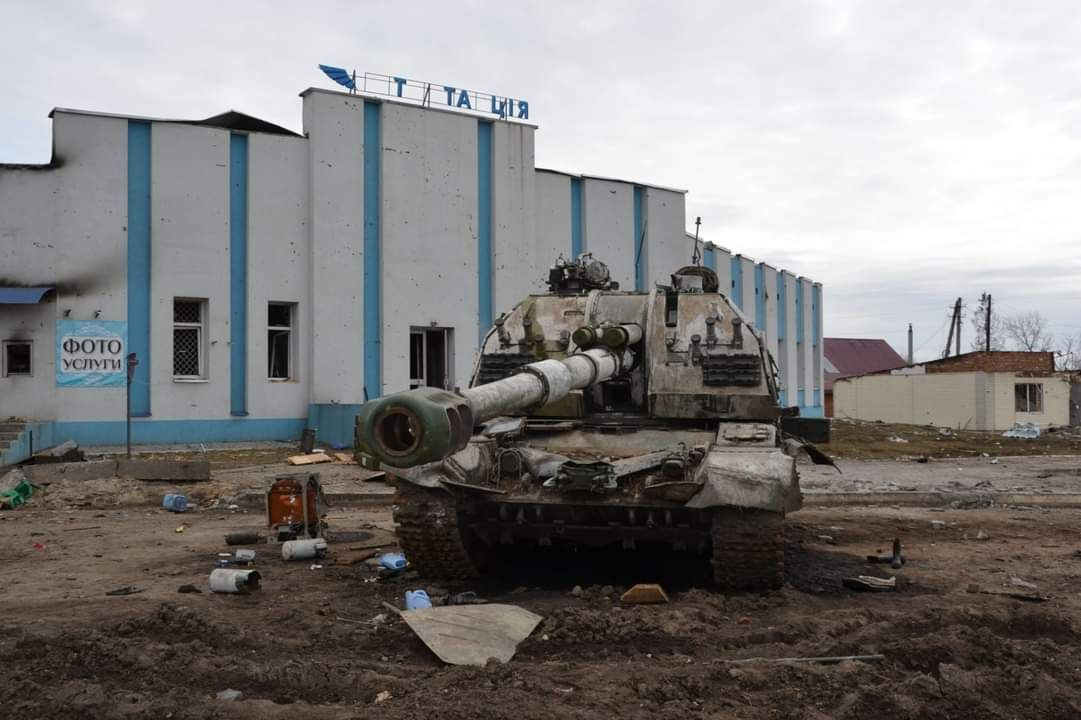
Тростянец после боёв, 29 марта 2022

В первые часы после вторжения был атакован крупный транспортный узел — Тростянец. В городе не было военных подразделений, его защищали участники территориальной обороны ВСУ. Вскоре у них закончилось оружие, и российские солдаты передовых частей сумели захватить агентство лесной промышленности, железнодорожную станцию, шоколадную фабрику «Украина». На второй день в город вошла 4-я гвардейская танковая дивизия. Российская армия планировала использовать Тростянец в качестве транзитного пункта для обеспечения наступления на Киев. Однако после провала киевской операции около 800 российских солдат разместились в городе, соорудив около дюжины контрольно-пропускных пунктов, разделивших Тростянец на сетку изолированных кварталов. К 1 марту город был полностью захвачен. Оккупационная администрация заняла здание местного городского совета.

### Сумы

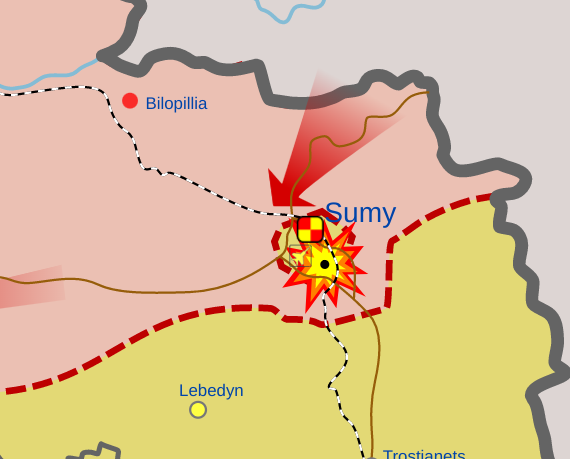
Схема боевых действий и наступления российских войск на Сумы

Одновременно российские войска предпринимали попытки занять Сумы, чтобы обеспечить транзит техники на киевское направление. Окраины города находились под контролем армии РФ уже к вечеру 24 февраля, однако полностью Сумы захватить не удалось — их защиту обеспечивали солдаты ВСУ и участники территориальной обороны. Чтобы истощить противника, российские солдаты начали обстреливать поселение из артиллерии. Сообщалось, что в Сумах оказались заблокированы около 500 иностранных студентов, большинство из которых приехали из Нигерии, Ганы, Эфиопии, Анголы, Танзании, Руанды, Ирландии, Индии, Ливана и Турции.

### Ахтырка
24 февраля Ахтырка стала первым крупным населённым пунктом Украины, куда на танках и другой бронетехнике вошли российские солдаты. В первый день часть российских войск сумела проехать транзитом на Киев, однако другая была уничтожена ВСУ и участниками территориальной обороны. В результате армия РФ не сумела захватить город и стала использовать тактику массовых обстрелов. По словам мэра города, 26 февраля на Ахтырку были сброшены три вакуумные бомбы, разрушившие здания на территории воинской части, где погибли по меньшей мере 70 человек. В последующие дни российская армия ежедневно обстреливали Ахтырку из реактивной артиллерии и совершала авианалёты. В ночь на 8 марта был разбомблен центр города. Однако Ахтырка так и не была оккупирована, и 24 марта президент Украины Владимир Зеленский подписал указ о присвоении городу звания города-героя.

### Конотоп
Российская армия пыталась занять Конотоп в первый день вторжения. При подступе к городу происходили короткие бои, в ходе которых пострадало множество российской техники. Однако главной целью армии РФ была киево-московская трасса М-02, откуда открывалась дорога на Киев. Поэтому колонны российской техники обошли город по окраине, но оккупировали соседние сёла (например, Сахны).
2 марта мэр города Артём Семенихин собрал встречу с гражданами у здания местной администрации, в ходе которой заявил о полученном от российских войск предупреждении об обстреле города в случае оказания сопротивления при взятии. После этого Семинихин спросил жителей, готовы ли они сопротивляться или предпочитают сдаться, на что большинство собравшихся выразили готовность бороться с российскими войсками. В этот же день городские власти провели 12-минутные переговоры с представителями российской армии и достигли соглашения о сдаче города при условии, что российские войска не будут менять правительство города, вводить войска, препятствовать транспорту и снимать украинский флаг. Взамен городские власти согласились, что жители не будут атаковать оккупационные силы. 15 марта украинские и российские силы договорились об открытии гуманитарного коридора для эвакуации жителей Конотопа.

## Деоккупация
Неудачи на киевском направлении привели к тому, что российские войска были вынуждены прекратить наступление и перешли к тактике артиллерийских обстрелов опорных пунктов украинской теробороны. К середине марта ВСУ начали успешное контрнаступление и взяли под контроль ряд регионов, включая отдельные населённые пункты Сумской области.
К концу марта российские войска решили сменить тактику и отказались от наступления на Киев, чтобы сконцентрировать силы на донбасском направлении и использовать тактику войны на истощение. Вскоре они начали массово покидать Сумскую область. 25 марта российские военные вышли из Тростянца. Очевидцы сообщали о покидающих город грузовиках с награбленными вещами и украденными средствами передвижения, помеченными буквой Z. 8 апреля губернатор Сумской области Дмитрий Живицкий заявил о полном освобождении региона. Вскоре после этого войска ВСУ вернули охрану границы с Россией под полный контроль.
Неудачи в Сумской области не позволили российской армии посылать подкрепления на захват Киева. По словам внештатного советника главы офиса президента Украины Алексея Арестовича: «Чернигов и Сумы фактически спасли Украину от разрезания на части».

## Жизнь в оккупации

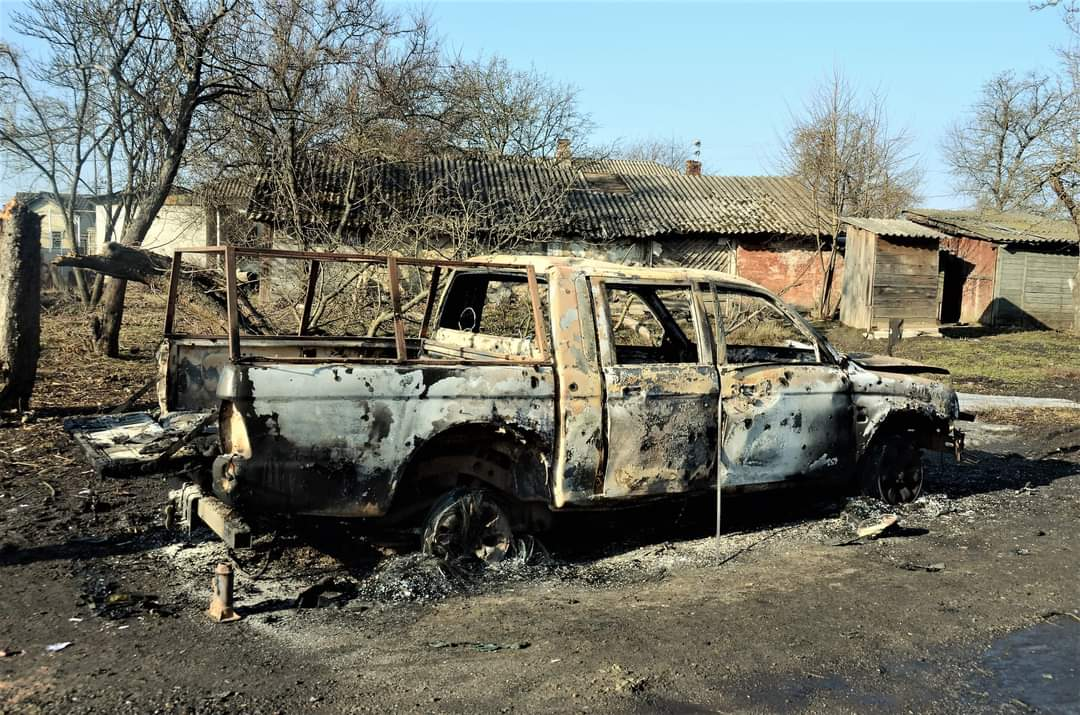
Сгоревшая машина во время боёв за Конотоп

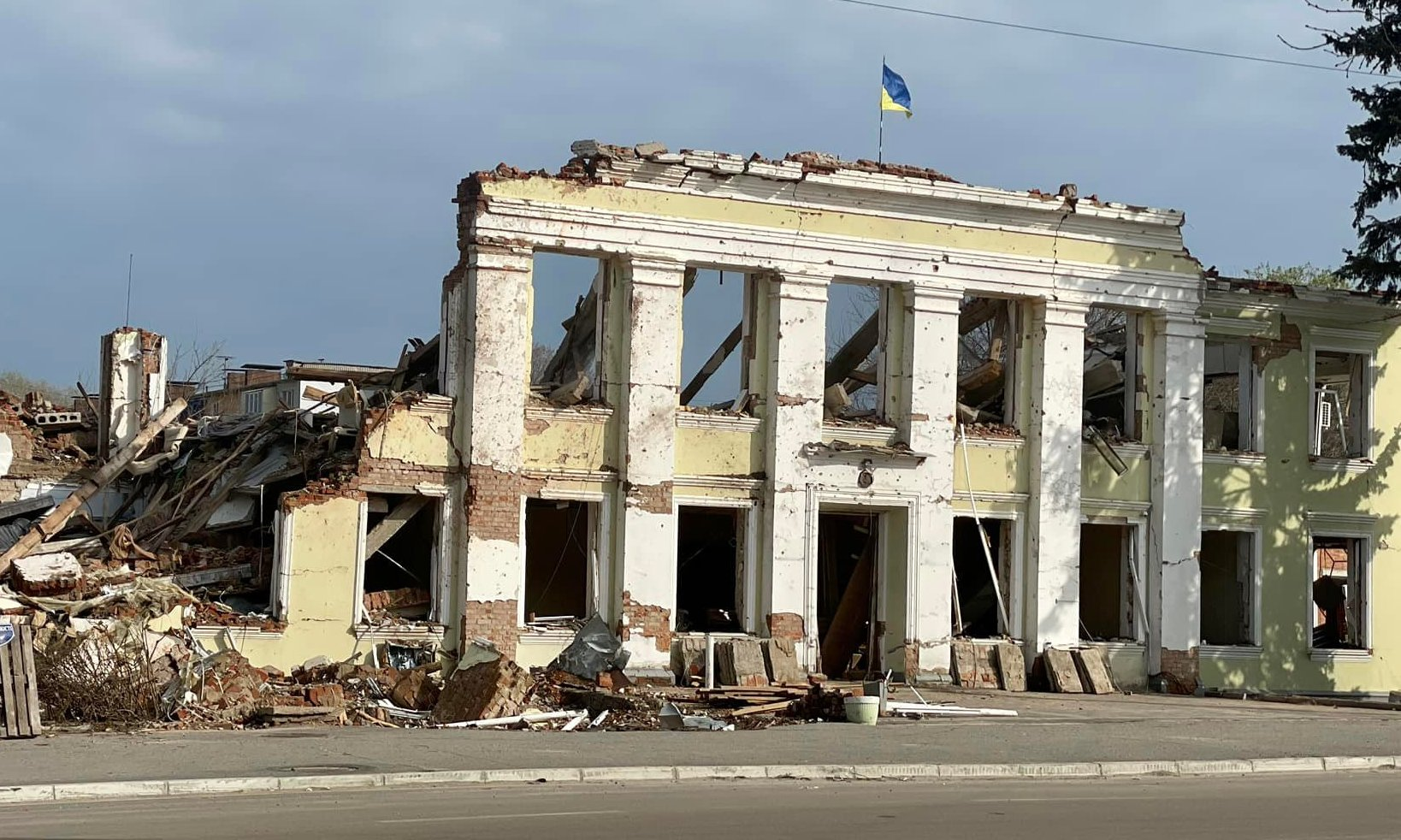
Здание городского совета Ахтырки после авиаобстрела

Больше всего от оккупации пострадали жители Тростянца, где были проблемы с поставкой продовольствия и продолжались постоянные обстрелы. Первые 8-10 дней после захвата города российские солдаты продолжали пускать в город людей, поставляющих продукты питания. Позже въезд в город был полностью закрыт, и в магазинах стала заканчиваться еда. Ситуацию с продовольствием усугубляло мародёрство российских солдат, которые из-за логистических проблем были вынуждены сами добывать себе еду. Люди пытались покупать еду в соседних сёлах — Людже, Писаревке и Солдатском, однако из-за продолжающихся боёв вокруг города они могли попасть под обстрелы. Чтобы выжить, люди старались помогать друг другу. Также на оккупированных территориях были проблемы с электроснабжением и водоснабжением, а из-за пробитой обстрелом газовой трубы ряд районов Тростянца остался без газоснабжения. Связь по городу была заглушена. Где-то, как в оккупированном селе Боромля, люди полагались на домашние заготовки и огороды. В полу-окружённых Сумах масштабного продовольственного кризиса не было, в город доставляли гуманитарную помощь.
Жители оккупированных территорий сообщали об отсутствии надлежащей медицинской помощи. Так, по словам местных врачей, российские военные забрали у Тростянца все машины скорой помощи и запрещали выезжать на вызовы даже к тяжелобольным. При этом больница города значительно пострадала при обстрелах. Из-за ожесточённых боев на химическом заводе «Сумыхимпром» произошла утечка аммиака, что создало угрозу для жизни жителей села Новоселица.
К середине марта в Тростянец были переведены с юго-восточного направления бойцы ДНР и ЛНР, местные жители жаловались на их жестокое обращение. Есть свидетельства о пытках и похищениях местных жителей российскими солдатами. Ряд гражданских лиц были вывезены в Россию. По информации главы областной военной администрации Дмитрия Живицкого, на апрель 2022 года там находилось больше 150 жителей области.
После отступления жизнь в городах начала налаживаться — была завезена гуманитарная помощь и лекарства. Было восстановлено водоснабжение, подача электроэнергии, газоснабжение. Мобильные операторы в случае отсутствия электроэнергии запускали свои вышки на бензиновых или дизельных генераторах. Сразу после освобождения Тростянца там подключили спутниковую систему интернета Starlink.

## Обстрелы после деоккупации

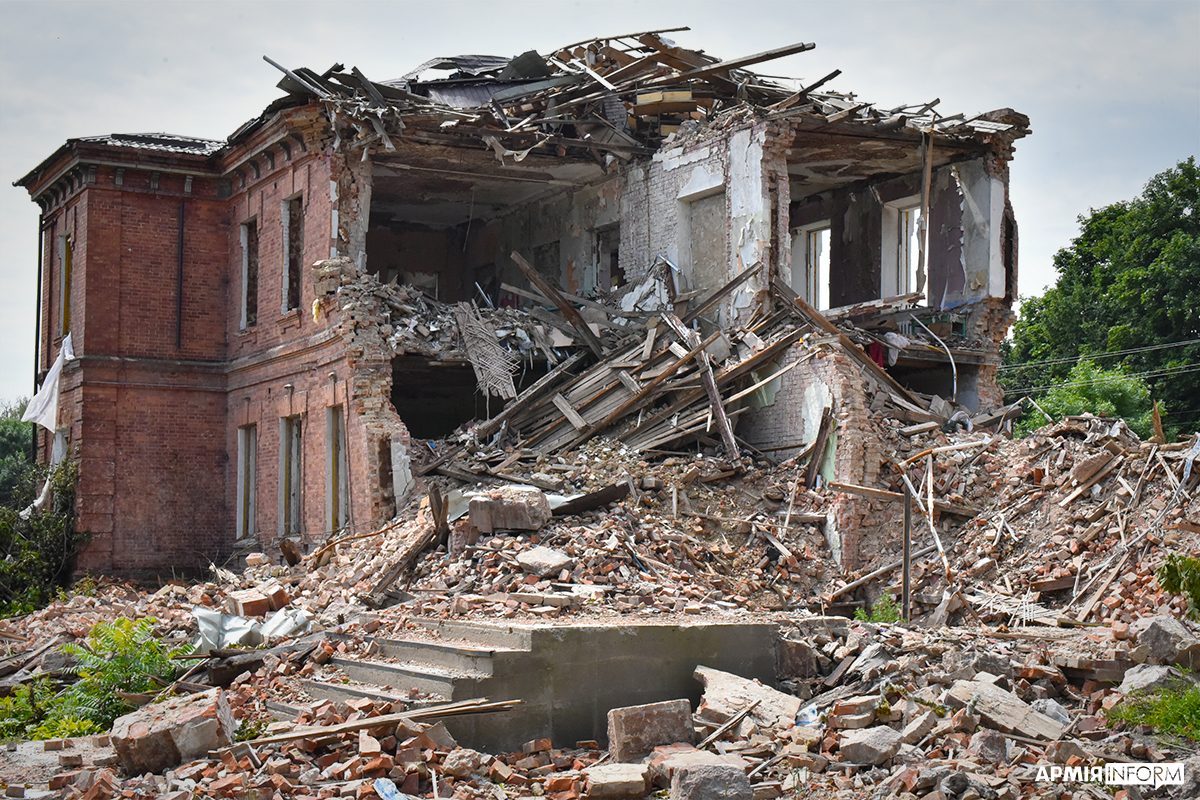
Гимназия в Белополье после бомбардировки 24 марта 2023 года

Несмотря на отвод войск, российская армия продолжила наносить авиационные удары по объектам гражданской и военной инфраструктуры Сумской области. В мае была совершена попытка прорвать оборону границы — солдаты армии РФ прикрывали из миномётов, гранатомётов, пулемётов и автоматов проход диверсантов. Между ними и ВСУ произошёл бой, в котором погиб украинский пограничник Александр Поповченко. В июне стало известно, что российские войска усиливают линию границы в районе Сумской области, а в ночь на 7 июня войска РФ обстреляли город Середина-Буда. В июле российская армия выпустила по региону не менее 420 мин, ракет и снарядов. В период с августа по первую неделю сентября было совершено минимум 700 «прилётов» со стороны России. С 22 по 24 сентября — около 140. 17 октября россияне ударили по критической инфраструктуре Сумской области. 26-28 октября было почти 300 «прилётов» с территории России. 30 октября россияне за день накрыли огнём 5 поселений области. 1 ноября Сумская область вновь подверглась обстрелам: российские войска направили почти сотню снарядов и мин на приграничные территории. 2 ноября по Сумской области было выпущено 140 различных снарядов и мин — были повреждены дома, магазин, водопровод, линии электропередач. 4 ноября по приграничным общинам Россия выпустила 157 снарядов и мин. За следующие три недели было ещё три больших волны обстрелов по объектам энергетической системы северо-восточной части Украины. 9 ноября российские войска 20 раз обстреляли одно из сёл Эсманьской общины Сумской области зажигательными боеприпасами, на поле с кукурузой произошёл пожар. 10 ноября в Сумской области было зафиксировано 49 взрывов. 7 ноября приграничные территории Сумской области были обстреляны из артиллерии и миномётов — всего зафиксировано 48 «прилётов».

## Последствия

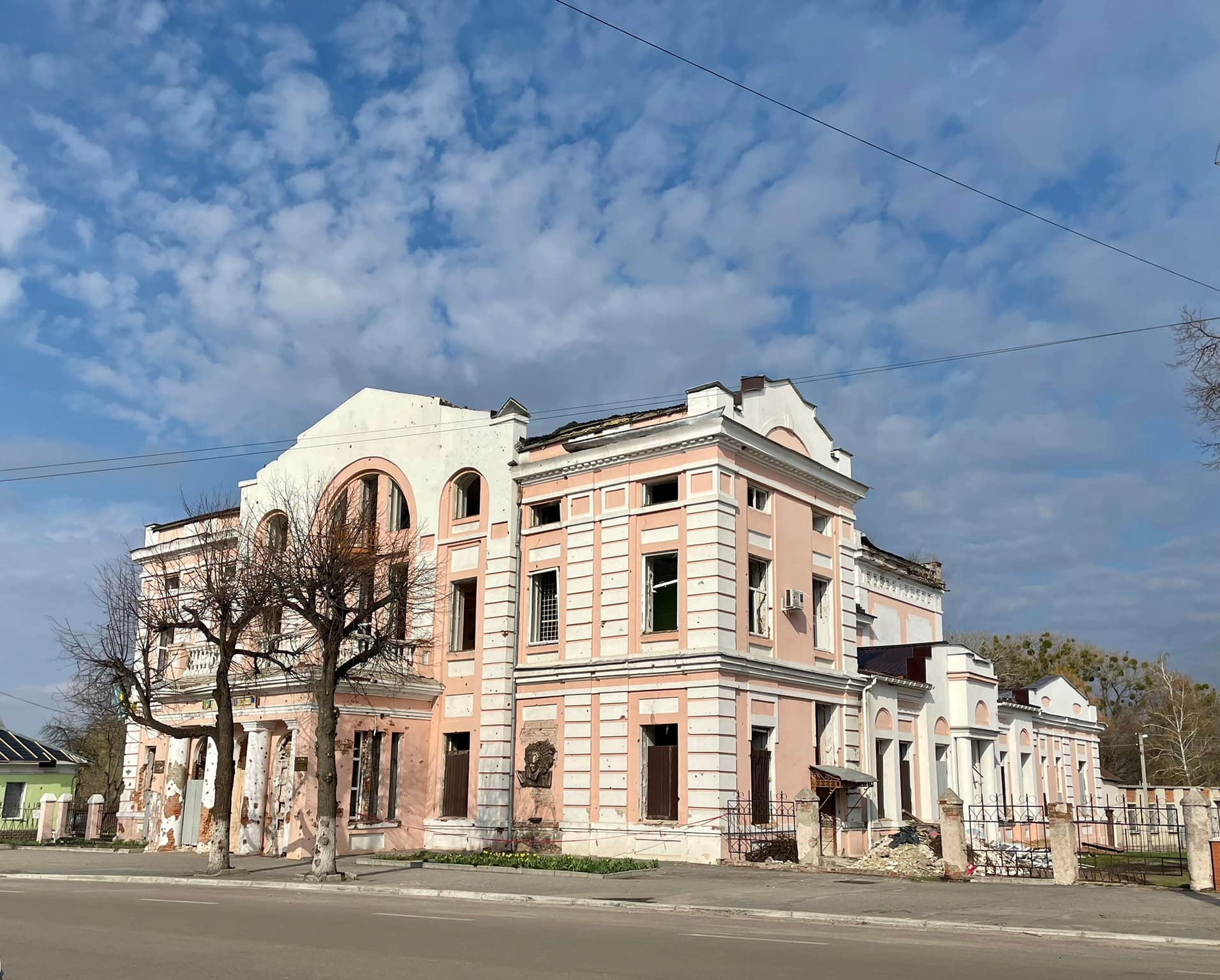
Дом культуры в Ахтырке (бывший народный дом) после обстрела

### Жертвы
На 16 апреля количество зарегистрированных жертв среди мирного населения составляло 120 человек. Тела некоторых из них были со следами пыток и со связанными руками и ногами. Среди погибших — неоднократный чемпион Украины по самбо Артем Прийменко, а также несколько детей. Были зафиксированы большие жертвы среди украинских военных — более 70 людей погибли в воинской части в Ахтырке, куда были сброшены авиабомбы.
После деоккупации количество жертв продолжает расти — люди взрываются на оставленных минах, а также погибают и получают ранения в результате обстрелов с территории России. Только в октябре в результате обстрелов Сумской области погибли несколько десятков человек.

### Расследование военных преступлений
В мае 2022 года российскому солдату Вадиму Шишимарину было вынесено уголовное наказание за убийство мирного жителя в Сумской области. Шишимарин стал первым российским военным, представшим перед судом за убийство гражданского лица. Согласно версии обвинения, Шишимарин и четверо других военных армии РФ захватили машину одного из мирных жителей для того, чтобы выехать на ней в сторону российской границы после того, как украинские военные разбили их колонну. По пути они увидели говорящего по телефону мирного жителя Шелипова, и военный по фамилии Куфаков приказал Шишимарину убить мужчину, чтобы тот не сообщил об их местоположении украинским солдатам. Вскоре после этого Шишимарин сдался в плен украинской стороне, где его поместили под стражу.

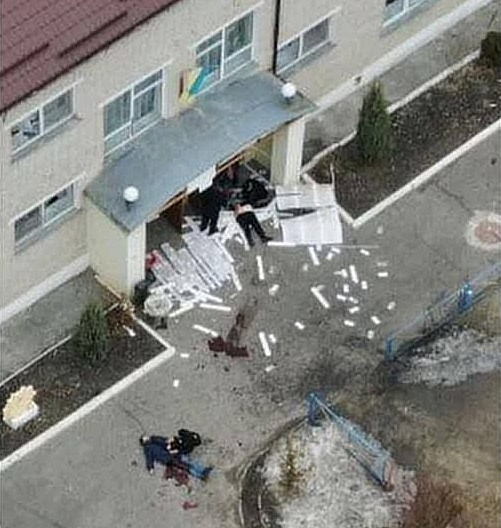
Последствия обстрела детского сада в Ахтырке

25 февраля детский сад в Ахтырке был обстрелян кассетными бомбами, в результате чего погибли гражданские лица. Amnesty International подтвердила, что 220-мм ракета «Ураган» сбросила кассетные боеприпасы на ясли и детский сад «Сонечко», где местные жители спасались от боевых действий. Подобный обстрел может рассматриваться как военное преступление.
В сентябре группа Независимая международная комиссия по расследованию на Украине пришла к выводу о совершении ряда военных преступлений и прав человека в Сумской области. По состоянию на ноябрь 2022 года расследование продолжается.

### Разрушения

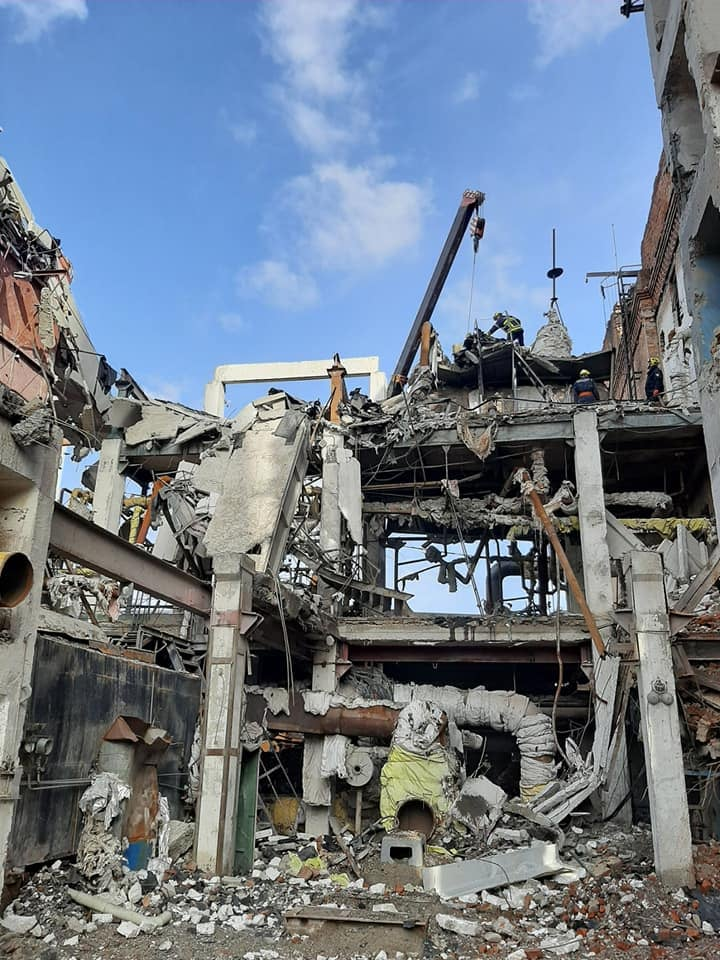
Руины Ахтырской ТЭЦ

Российское вторжение привело к многочисленным повреждениям гражданской и критической инфраструктуры Сумской области. По всей территории региона были зафиксированы многочисленные повреждения жилых домов, а также детских садов и предприятий. Больше всего пострадали Тростянец, Боромля, Ахтырка, Краснополье и соседние населённые пункты. Самые серьёзные повреждения были из-за авиационных бомбардировок. Сброшенные на Ахтырку бомбы повредили и сделали непригодными для жилья многоэтажные дома. В конце марта была разрушена Ахтырская ТЭЦ. Были повреждены линии электропередач, газопровод, водонапорная башня и трансформаторы. Многие жители покинули область — на середину апреля из Ахтырки выехало около половины населения города.
В августа 2022 года министр внутренних дел Украины Денис Монастырский сообщил, что Сумская область оставалась самой заминированной деоккупированной областью Украины — более чем 47 % территории оставалась в зоне риска.
После деоккупации промышленные предприятия работали на 20 % от своей довоенной мощности. В апреле из резервного фонда Украины было выделено 250 млн гривен на ликвидацию последствий военных действий и восстановление инфраструктуры. Эти средства будут потрачены на ремонт инженерных сетей и систем, в частности, отопления, газо-, водо- и электроснабжения, а также ремонт кровли зданий, замену окон и дверей пострадавших жилых домов. К июлю был согласован государственный проект по восстановлению уничтоженной в ходе вторжения инфраструктуры. На восстановление Ахтырской ТЭЦ было выделено 86,5 млн гривен.

### Ущерб

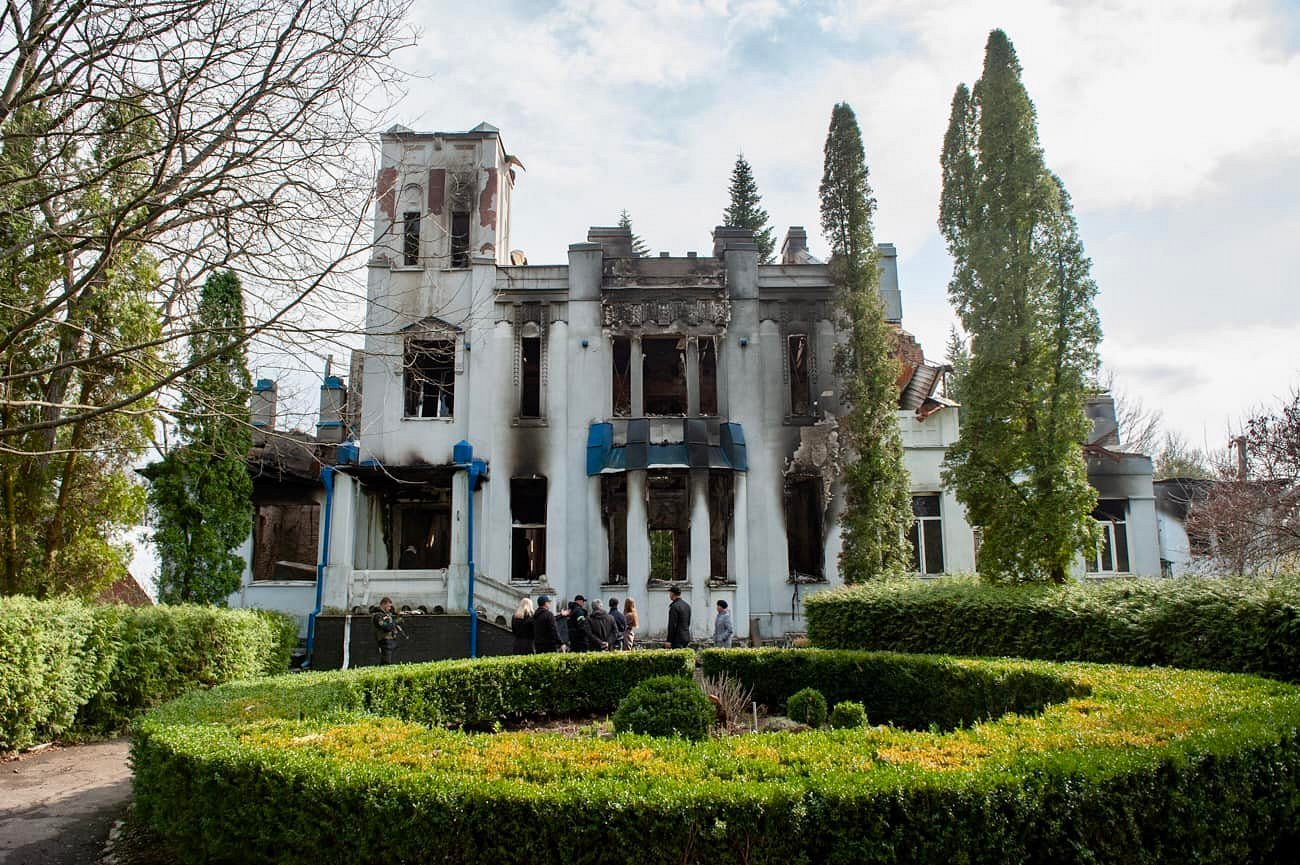
Краснотростянецкая лесная научно-исследовательская станция (памятник архитектуры 1911 года) после боёв

В апреле 2022 года, по предварительным подсчётам, нанесённый Сумской области ущерб оценивался более чем в 10 миллиардов гривен.
Экологический ущерб области не подсчитан, но оценены отдельные эпизоды. В результате обстрела 31 июля окраины села Старая Гута Шосткинского района Сумской области в Деснянско-Старогутском национальном парке было уничтожено 203 сосны и берёзы, а также нанесен экологический ущерб в размере 6,12 млн гривен. Также был нанесён урон предприятию «Тростянецкий лесхоз» — сожжены его объекты, разграблено оборудование, заминированы леса. Было повреждено 117 единиц движимого и недвижимого имущества на сумму более 22 млн гривен, а также уничтожено 1816 единиц имущества на сумму более 10,87 млн гривен. В октябре экоинспекторы насчитали почти 140 миллионов гривен ущерба от разрушения автомобильного моста через реку Псёл.
ЮНЕСКО сообщает о повреждении или разрушении в Сумской области 12 объектов культурного наследия:
- краеведческого музея[укр.], Дома культуры (бывшего народного дома) и здания городского совета в Ахтырке,
- главного здания усадьбы Леопольда Кёнига и расположенного там музея, дома управляющего поместьями Кёнига (ныне лесная научно-исследовательская станция[укр.]), локомотивного депо «Смородино»[укр.] 1877 года постройки, магазина купца Фёдора Курило[укр.] (1908), а также памятника в честь 183-й танковой бригады в Тростянце,
- братской могилы советских воинов и памятника в селе Великая Писаревка, а также братской могилы советских воинов в селе Битица,
- библиотеки в селе Солдатское[99][100][101].